# Врблєне
Врблєне (словен. Vrbljene) — поселення в общині Іг, Осреднєсловенський регіон, Словенія. Висота над рівнем моря: 306,3 м.